# Maldives Monetary Authority
Die Maldives Monetary Authority (MMA) ist die Währungsbehörde der Malediven mit Sitz in der Landeshauptstadt Malé. Sie fungiert zugleich als Zentralbank des Inselstaates.

## Aufgaben
Das Aufgabenspektrum der MMA umfasst
- die Herausgabe von Banknoten und Münzen der Landeswährung Rufiyaa
- die Lizenzierung, Überwachung und Regulierung des Finanzsektors des Landes
- die Überwachung der Preisniveaustabilität
- die Beratung der Regierung in Fragen des Währungs- und Finanzwesens

## Leitung
Von der Gründung 1981 bis Mitte 2007 war der Finanzminister des Landes von Amts wegen auch der Leiter der MMA. Zu diesem Zeitpunkt trat eine Gesetzesänderung in Kraft, die beide Ämter trennte, um die Unabhängigkeit der Behörde von der Regierung zu stärken. Den Posten des Stellvertreters hat bis heute der jeweils oberste Beamte des Finanzministeriums inne.
| Gouverneure - Maumoon Abdul Gayoom (Juli 1981 bis August 2004) - Mohamed Jaleel (September 2004 bis Juli 2005) - Qasim Ibrahim (August 2005 bis April 2007) - Abdullah Jihad (August 2007 bis Juli 2008) - Fazeel Najeeb (Oktober 2008 bis Dezember 2013) - Azeema Adam (April 2014 bis August 2017) - Ahmed Naseer (seit August 2017) | Vizegouverneure - Ismail Fathy (Juli 1981 bis November 1993) - Arif Hilmy (November 1993 bis Mai 2000) - Mohamed Jaleel (Juni 2000 bis August 2004) - Abdulla Jihad (August 2005 bis April 2007) - Aishath Zahira (seit Juli 2014) |